# Chorzów Batory
Chorzów Batory (Duits: Bismarckhütte) is een wijk in de Poolse stad Chorzów (Königshütte).
In de 19e eeuw hoorde Königshütte tot het Duitse Keizerrijk. In die jaren werd door de Kattowitzer Aktiengesellschaft für Hüttenwesen de Bismarckhütte gesticht. Hieromheen kwam een gelijknamige woonwijk. In 1922 kwam Opper-Silezië gedeeltelijk onder Pools bestuur. De Bismarckhütte kreeg in 1933 de naam Huta Batory.

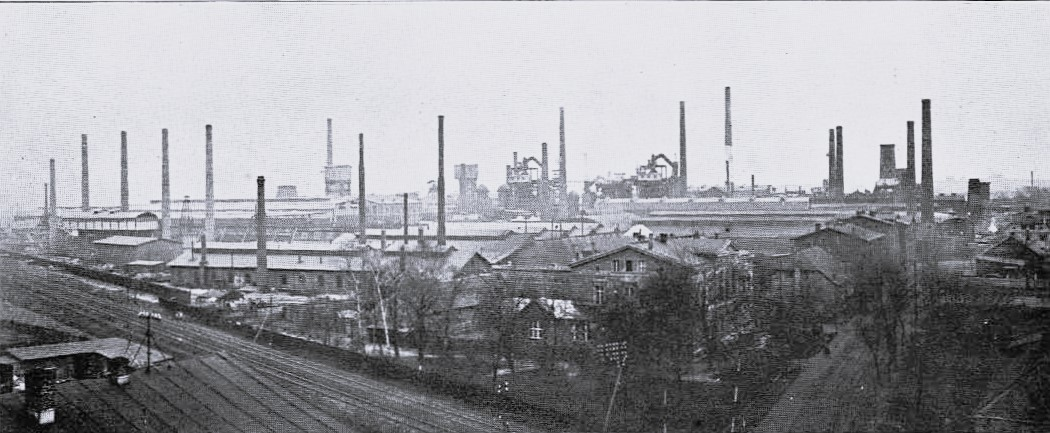
Bismarckhütte in 1908

Tijdens de Tweede Wereldoorlog was Bismarckhütte een klein werkkamp dat fungeerde als subkamp van Auschwitz. Hier werden kanonnen en gepantserde voertuigen geproduceerd. De fabriek van het bedrijf Berghütte -Königs und Bismarckhütte AG was tussen september 1944 en januari 1945 in gebruik. Er werkten 192 gevangenen in de fabriek.
In 1920 werd de voetbalclub Ruch Chorzów in deze wijk opgericht.

## Geboren in Bismarckhütte
- Joseph Kotalla (1908-1979), een van de Drie van Breda
- Gerard Wodarz (1913-1982), voetballer